# Walter Kirchhoff
Walter Kirchhoff (Berlín; 17 de marzo de 1879-Wiesbaden; 26 de marzo de 1951) fue un tenor dramático alemán.

## Carrera
Estudió con Lilli Lehmann y Eugen Robert Weiss. Estrenó en la Ópera Estatal -entonces "Imperial" -de Berlín en 1906 el 1906 de Fausto. Fue un famoso tenor wagneriano especialmente como Tristán, Siegfried, Sigmundo y Walter von Stolzing en Covent Garden, el Festival de Bayreuth de 1911 a 1914. 
En 1914 protagonizó un anecdótico episodio durante la Tregua de Navidad al cantar en las trincheras alemana y francesa que posteriormente sirvió de base a la película Feliz Navidad.
Entre 1927 y 1931, canto un centenar de representaciones en el Metropolitan Opera y en el Teatro Colón de Buenos Aires en 1922 y 1923 como Parsifal, Siegfried, Siegmund, Don José, Lohengrin, Egisto y Herodes.